# Banesto
Banesto (oficialment Banco Español de Crédito, S.A., BMAD BTO) va ser un banc espanyol fundat el 1902 a Madrid amb la intenció d'atendre les necessitats financeres globals de particulars, empreses i institucions amb residència a Espanya, i en les seves activitats nacionals, internacionals i de mercats.
A partir de 1940 va iniciar un procés d'expansió i absorció d'altres entitats que el va situar entre els primers bancs espanyols. Va arribar a estar controlat en un 89,74% pel Banco Santander fins a la seva absorció per la mateixa entitat el maig de 2013. Com a conseqüència, Banesto va deixar d'existir com a entitat.

## Mario Conde i elCas Banesto
El grup Banesto es va veure implicat en un assumpte d'apropiació indeguda de béns que va tenir Mario Conde, en aquells dies president de l'entitat, com principal implicat, acusat i més tard condemnat, per la subtracció de 600 milions de pessetes.
Tot això va obligar el Banc d'Espanya presidit per Luis Ángel Rojo a intervenir el dia 28 de desembre de 1993. Va Ser adquirit pel Grup Santander en 1994 i es va convertir part d'aquest grup. Al febrer de 1998 el llavors Banc Santander va llançar una OPA sobre el 100% del Capital Social de Banesto, en virtut de la qual el Santander aconseguí el 97,5% de les accions.

## Nova estratègia
A partir de 1999 es va dedicar a potenciar el seu servei de compra i venda de valors per Internet, per la qual cosa va fer un acord amb Telefònica Mòbils, i va engegar la banca mòbil a través de la xarxa. Ha arribat a un acord amb Pelayo Mútua d'Assegurances per a la venda d'assegurances a través de la xarxa. Amb Lycos Espanya oferia serveis financers i de comerç electrònic.
Va obtenir el 1997 i 1998 premis de l'Associació d'Usuaris d'Internet a la "Millor Empresa a incorporar Internet en el seu desenvolupament estratègic".

## Edifici de la seu a Barcelona

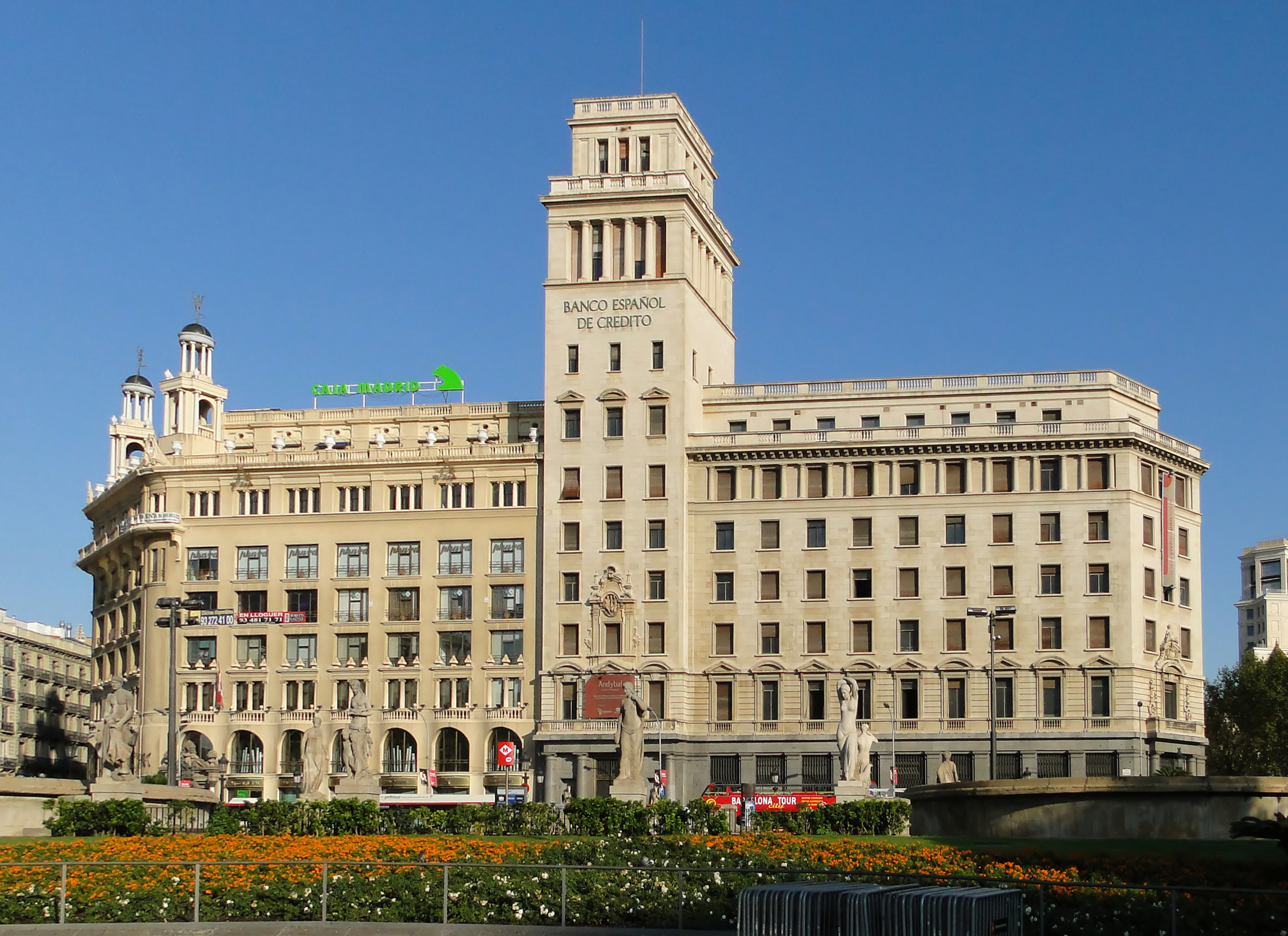
Banco Español de Crédito a la Plaça de Catalunya, Barcelona.

L'edifici de l'antiga seu del Banc Espanyol de Crèdit a la plaça de Catalunya de Barcelona va ser construït entre 1942 i 1947, amb un projecte d'Eusebi Bona i Puig d'estil monumentalista neoclàssic. Va ocupar el terreny que fins llavors havia hostatjat el cèlebre hotel Colón (construït el 1902) i que, en els anys de la Guerra Civil, va ésser seu del PSUC. En 2006, el grup immobiliari madrileny Monteverde el va comprar per 110 milions d'euros, per revendre-ho en forma de pisos de luxe; tot i que també podria albergar un hotel, també de luxe. Ha estat buit des de 2007 fins al 2011, quan fou rehabilitat.
Pocs dies abans de la vaga general espanyola de 2010, un grup d'activistes socials, sota el nom de «Moviment del 25», van ocupar l'edifici i hi van desplegar una pancarta de 150 metres quadrats amb el lema: "La banca ens asfixia, la patronal ens explota; els polítics ens menteixen; CCOO i UGT ens venen" i una altra amb l'emblema "contra la dictadura del capital, vaga general". El desplegament de pancartes es va fer davant la presència de dos milers de persones, que van fer una curta manifestació prèvia des de la plaça de la Universitat i van acabar llegint un manifest. L'edifici fou desallotjat la tarda del dia de la vaga general per efectius dels Mossos d'Esquadra. El 5 de gener de 2011, el jutge que investigava el cas va decidir arxivar-lo davant la impossibilitat del Ministeri Fiscal i dels Mossos d'Esquadra per identificar les persones físiques responsables de la comissió del delicte.
L'edifici fou comprat per la societat Pontegadea, propietat d'Amancio Ortega, i allotja entre altres un hotel Iberostars i una botiga Apple.